# 広島県道43号厳島公園線
広島県道43号厳島公園線（ひろしまけんどう43ごう いつくしまこうえんせん）は、広島県廿日市市を通る主要地方道（県道）である。

## 概要
山陽本線 宮島口駅から厳島へフェリーボートまたは宮島航路で渡り、厳島神社方面と逆方向に包ヶ浦自然公園方面へ概ね海岸線沿いに通る。

### 路線データ
- 起点：廿日市市宮島口1丁目（JR 山陽本線 宮島口駅）
- 終点：廿日市市宮島町（包ヶ浦自然公園）
- 実延長：3.081 km[1]
- 海上区間：廿日市市宮島口1丁目 - 廿日市市宮島町胡町（大野瀬戸、この区間はフェリーボートまたは宮島航路で連絡）

## 歴史
- 1954年（昭和29年）
  - 1月20日 - 建設省（現・国土交通省）が主要地方道に指定。
  - 9月17日 - 広島県が主要県道17号厳島公園線を路線認定。
- 1972年（昭和47年） - 整理番号を17から43へ変更。
- 1993年（平成5年）5月11日 - 建設省から、主要県道厳島公園線が厳島公園線として主要地方道に再指定される[2]。
- 2008年（平成20年）6月1日 - 県道の管理権限が広島県から廿日市市へ移譲される。

## 地理

### 通過する自治体
- 廿日市市

### 交差する道路
| 交差する道路                  | 交差する場所 | 交差する場所     |
| ----------------------------- | ------------ | ---------------- |
| 国道2号 国道433号 重複        | 宮島口1丁目  | 宮島口駅前交差点 |
| 海上区間                      |              |                  |
| 広島県道170号厳島港厳島神社線 | 宮島町胡町   |                  |

### 沿線
施設
- JR西日本山陽本線 宮島口駅
- 広島電鉄宮島線 広電宮島口駅
- 宮島競艇場
- 厳島港
- 宮島幼稚園・宮島小学校・宮島中学校

名所・旧跡・観光施設
- 杉ノ浦海水浴場
- 包ヶ浦海水浴場